# Гуцано-Пјеве ди Контроне (Лука)
Гуцано-Пјеве ди Контроне је насеље у Италији у округу Лука, региону Тоскана.
Према процени из 2011. у насељу је живело 79 становника. Насеље се налази на надморској висини од 456 м.